# Кот ан Кузан
Кот ан Кузан (фр. Côte-en-Couzan) насеље је и општина у источној Француској у региону Рона-Алпи, у департману Лоара која припада префектури Монбризон.
По подацима из 2011. године у општини је живело 75 становника, а густина насељености је износила 8,23 становника/km². Општина се простире на површини од 9,11 km². Налази се на средњој надморској висини од 800 метара (максималној 1.267 m, а минималној 702 m).

## Демографија
| 1962. | 1968. | 1975. | 1982. | 1990. | 1999. | 2011. |
| ----- | ----- | ----- | ----- | ----- | ----- | ----- |
| 90    | 108   | 81    | 74    | 81    | 83    | 75    |

График промене броја становника у току последњих година